# Agen
Agen este un oraș în Franța, prefectura departamentului Lot-et-Garonne, în regiunea Aquitania.

## Monumente
- Catedrala din Agen, secolul al XII-lea, dedicată sfântului Caprasius (primul episcop de Agen)
- Biserica Sfânta Fides din Agen⁠(fr)[traduceți], secolul al XIII-lea, dedicată Sfintei Fides (Sainte Foy), ucisă în timpul prefectului Dacian

## Personalități
- Francis Cabrel (n. 1953), cântăreț, chitarist.